# Otávio
Otávio Edmilson da Silva Monteiro (sinh ngày 9 tháng 2 năm 1995), thường được biết đến với tên gọi Otávio hoặc Otavinho, là một cầu thủ bóng đá chuyên nghiệp hiện đang thi đấu ở vị trí tiền vệ tấn công hoặc tiền vệ cánh cho câu lạc bộ Saudi Pro League Al Nassr và đội tuyển bóng đá quốc gia Bồ Đào Nha.
Anh bắt đầu sự nghiệp khi gia nhập Internacional, trước khi ký hợp đồng với câu lạc bộ Bồ Đào Nha Primeira Liga với Porto vào năm 2014 với tư cách là cầu thủ tự do. Anh sau đó ngay lập tức được gửi đến Vitória de Guimarães theo hợp đồng cho mượn hai năm, trước khi trở lại vào năm 2016. Sau khi trở lại câu lạc bộ cũ của mình, anh dần trở thành cầu thủ chủ chốt và giành được ba danh hiệu Primeira Liga, hai Taça de Portugal và hai Supertaças Cândido de Oliveira, khi là một phần của đội đã giành được hai cú đúp quốc nội vào năm 2020 và 2022, có hơn 200 lần ra sân chính thức cho họ.
Sinh ra và lớn lên ở Brazil, Otávio đã đại diện cho quê hương của mình thi đấu quốc tế ở cấp độ U-20 Brazil vào năm 2014, nhưng đã chuyển sang thi đấu ở cấp độ quốc tế chuyên nghiệp cho Bồ Đào Nha, và ra mắt quốc tế vào năm 2021.